# José Góes
José Góes (São João Evangelista, 1937, Belo Horizonte, 5 de janeiro de 2015) foi fotógrafo profissional na cidade de Belo Horizonte no século XX. 

## Biografia
Fotografava desde os 17 anos, profissionalizando-se e trabalhando nos jornais Estado de Minas, Diário de Minas e também no Palácio da Liberdade. No contato político, fotografou personalidades como os políticos mineiros Juscelino Kubitschek, Magalhães Pinto e Tancredo Neves, além de locais como a UFMG e várias paisagens da sua cidade, incluindo seu bairro, Santa Tereza. Trabalhou como fotógrafo oficial de JK durante seus mandatos, e também como fotógrafo oficial do governo de Minas Gerais durante a ditadura. 
José Góes faleceu em 2015 vítima de AVC.
Em sua homenagem, a Prefeitura de Belo Horizonte rebatizou o Museu da Imagem e do Som da cidade como Museu da Imagem e do Som Fotógrafo José Góes. Tanto a Prefeitura de Belo Horizonte quanto a Assembleia Legislativa de Minas Gerais possuem acervos de fotografais de José Góes (não estão disponíveis online).